# 永山則夫連続射殺事件
永山則夫連続射殺事件（ながやまのりおれんぞくしゃさつじけん）とは、1968年（昭和43年）10月 - 11月に東京都・京都府・北海道・愛知県の4都道府県で発生した拳銃による連続殺人事件。「永山則夫事件」「永山事件」とも呼ばれる。
永山則夫（各事件当時・19歳少年）が在日アメリカ海軍・横須賀海軍施設から盗んだ拳銃を使い、男性4人（警備員2人・タクシー運転手2人）を相次いで射殺した事件で、一連の事件は警察庁により警察庁広域重要指定108号事件に指定された。本事件は「警視庁創立140年特別展」の来館者らに対し実施された「みんなで選ぶ警視庁140年の十大事件」のアンケート（2014年1月10日 - 5月6日に実施）にて38票を得票し、第53位（うち警視庁職員の投票による順位では71位）に選出された。
刑事裁判では事件当時少年だった永山への死刑適用の是非が争点となり、永山への死刑適用の可否に関する論議のみならず、死刑存廃問題に関する論議にも影響を与えた。永山は第一審（東京地裁）で死刑判決・控訴審（東京高裁）で無期懲役判決を受けたが、最高裁での破棄差し戻し判決（1983年）を経て1990年に死刑が確定し（少年死刑囚）、1997年に死刑を執行された。なお最高裁は1983年に控訴審判決を破棄し、審理を東京高裁へ差し戻す判決を言い渡した際、死刑適用基準について初めて詳細に明示したが、その際に示された基準（永山基準）は後に、死刑適用可否が争われる刑事裁判でたびたび引用され、広く影響を与えている。

## 事件
加害者である永山則夫の生い立ち・事件前の生活歴・人物像などについては永山則夫の項目を参照。
永山は1968年10月初めごろ、以前にも盗みに入ったことのある在日アメリカ海軍・横須賀海軍施設（神奈川県横須賀市）へ金品を窃取する目的で侵入し、基地内の米国海軍一等兵曹宅で一等兵曹の妻が所有・管理していた小型拳銃（22口径・レームRG10型）1丁と拳銃の実弾約50発、アメリカ合衆国製ジャックナイフ1丁や8ミリ撮影機1台・ハンカチ2枚・米国貨幣十数枚を窃取した。永山は後にこの拳銃を凶器として用い4人を射殺したが、逮捕後に「横須賀基地へ盗みに入って偶然拳銃を手に入れたことが自分を狂わせた。子供のころから拳銃に憧れていたので、本物を手にしたときは握った感触がとても良かった。拳銃を身に着けたことで『長い間求めていた本当の友達』にようやく出会ったような気がした」と述べている。

### 東京事件

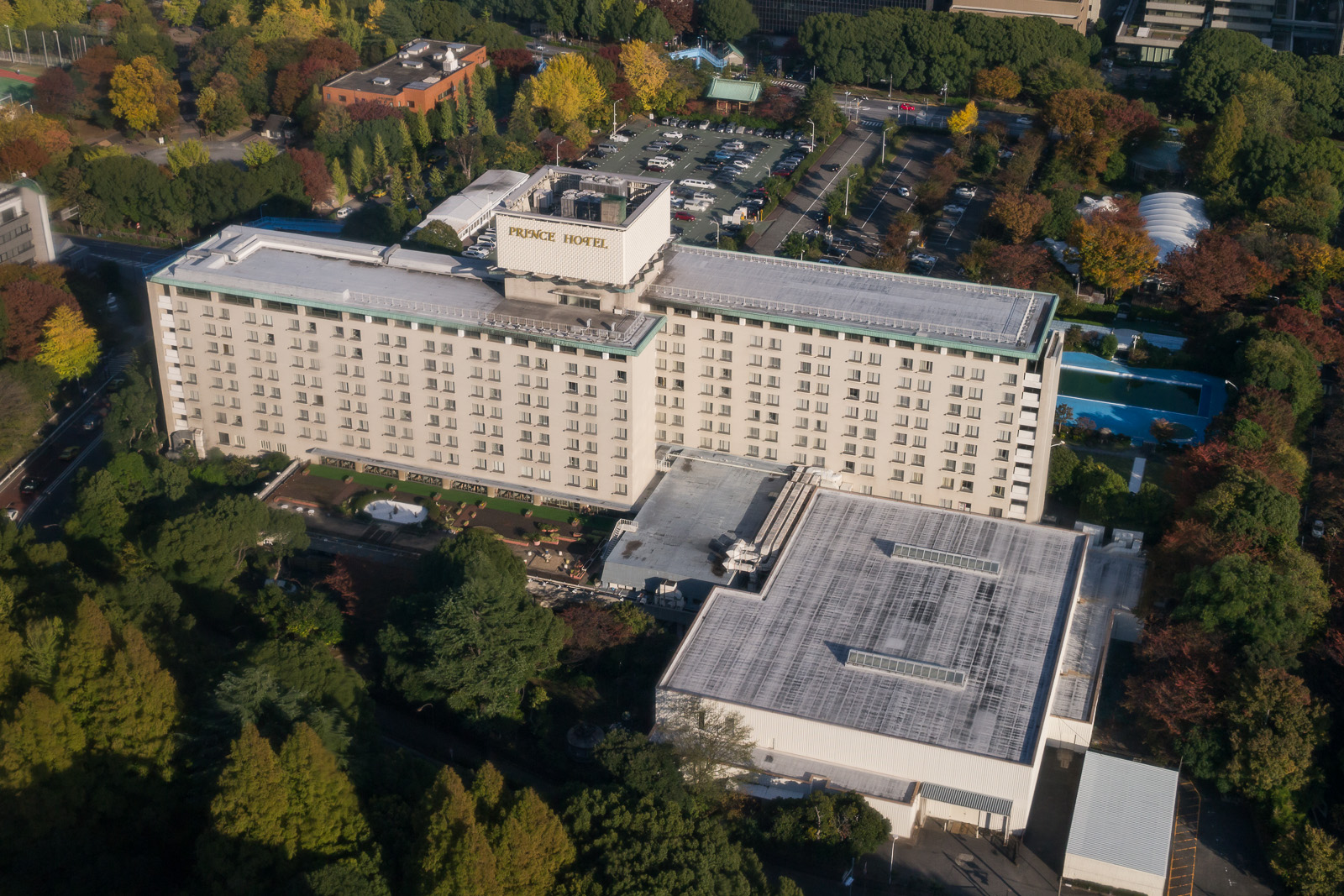
最初の殺人事件の舞台となった「東京プリンスホテル」

東京事件の現場地図（東京都港区芝公園3号地・東京プリンスホテル）
第1の殺人事件（東京事件）は1968年10月11日未明に東京プリンスホテル（東京都港区芝公園3号地）で発生し、警備員の男性A（事件当時27歳・綜合警備保障株式会社派遣警備員）が射殺された。
米軍基地から拳銃・実包を盗んだ後、永山はそれらを桜木町駅（神奈川県横浜市）前のガレージ裏に隠していたが、同月9日朝にそれを持ち出して東京・池袋へ遊びに行った。永山は同夜を映画館で明かしたが、館内のトイレで拳銃に実包5発を装填し、拳銃をジャンパーの左内ポケットへ隠した。翌日（10月10日）は夕方まで都内の池袋・新宿・渋谷などで遊んで時間を過ごしたが、21時過ぎに東京タワー（港区）へ赴いて同所のベンチで休んでいるうちに寝込み、夜中に目を覚ますと近くに東京プリンスホテルの照明が見えたため、そこへ行ってみようとした。
翌11日0時過ぎごろ、永山は東京プリンスホテルのプール入口から敷地内へ入り、ホテル本館南側芝生付近を徘徊していたが、0時50分ごろになって巡回に来た被害者Aに発見され「どこへ行くのか？」と質問された。永山はAに対し「向こうに行きたい」と答えたが、Aから「向こうには行けない。ちょっと来い」と言われてジャンパーの襟首を掴まれたため、その手を振り払おうとして前のめりになり転んだ。永山は「ここで捕まると拳銃を持っていること、その拳銃を基地から盗んだことがばれる」と恐れ、芝生の上にしりもちをついて座った状態でとっさに「Aを拳銃で狙撃して逃走しよう。もし死んでも構わない」と考えた上で、突然拳銃の銃口を男性A（永山から1 - 2メートル離れた距離にいた）の顔面に向けて2回狙撃した。弾は1発がAの顔面（左上頬骨弓部）に命中、もう1発もAの左側頸部を貫通し、Aは東京慈恵会医科大学附属病院（港区西新橋三丁目19番18号）へ搬送されたが、同日11時5分ごろに同病院で死亡した。同事件を受け、警視庁は所轄の愛宕警察署に「東京プリンスホテル内ガードマン射殺事件特別捜査本部」を設置し、「凶器は22口径の回転式拳銃」と特定したが、被害者Aが事件発生時刻に現場に居合わせたのは偶然に過ぎなかったため、怨恨による犯行の線は薄く、射殺の動機は解明されていなかった。

### 京都事件
京都事件の現場地図（京都府京都市東山区祇園町北側625・八坂神社）

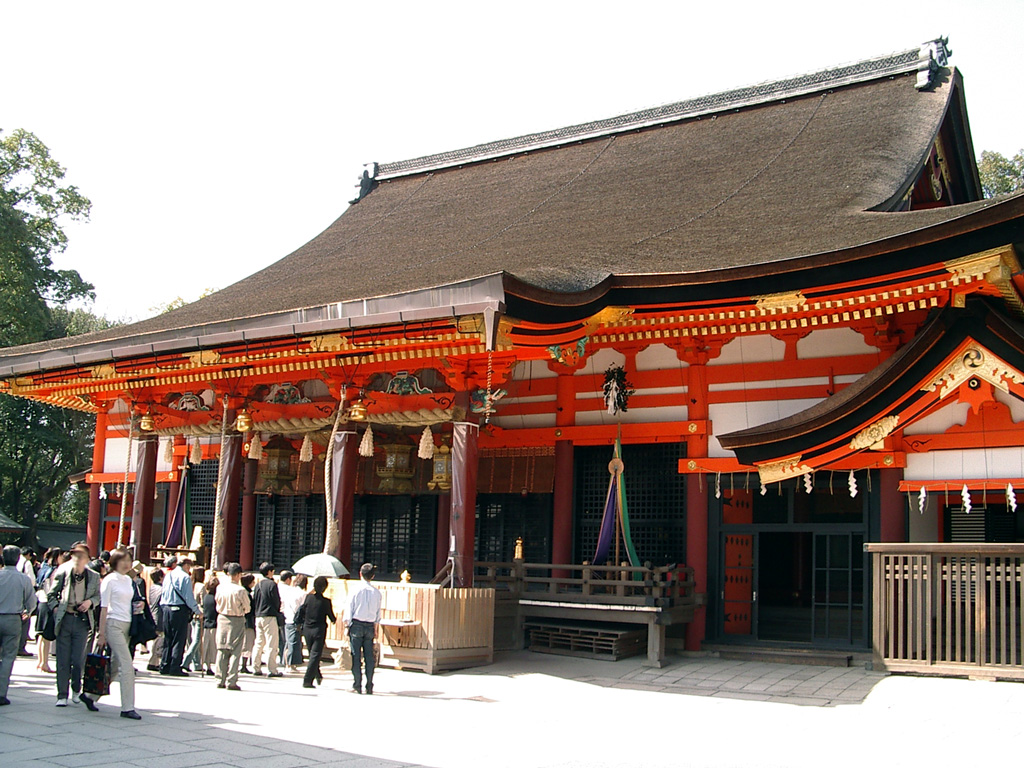
第2の殺人事件の舞台となった「八坂神社」（本殿）

東京事件を起こした永山は逮捕される危険を感じたことに加え、まだ訪れたことのない京都を観光するためにも京都へ逃亡したが、1968年10月14日未明に八坂神社（京都府京都市東山区祇園町北側625番地）で神社警備員の男性B（事件当時69歳）を射殺した（第2の殺人事件）。
10月12日、永山は横浜駅で京都駅行きの切符を購入して夕方の列車で出発し、翌日（10月13日早朝）には実包6発を装填した拳銃を持って京都駅に到着した。同日、永山は市内見物をしたり映画を観たりして遊び、同日夜には市内を徘徊していたところで八坂神社へ出たため「神社の境内で野宿しよう」と考え、山門から境内に入った。しかし石畳（拝殿と本殿の間）に至った10月14日1時35分ごろ、神社境内を巡回していた警備員・被害者Bに発見され「どこへ行くんだ」と声を掛けられた。これに対し、永山は本殿の向こう側を指さして「あっちの方へ行く」と答えたが、Bから「（本殿の）向こうには何もない。おかしいだろう」と怪しまれたため、拳銃とともに盗み出したジャックナイフ1丁を取り出してBに突き付け「近づくと刺すぞ」などと脅し、逃走しようとしたが、Bはそれに怯まず警察への同行を強く求めた。
そのため米軍基地での窃盗事件・および東京事件の発覚を恐れた永山はとっさに「Bを射殺して逃走しよう」と決意し、隠し持っていた拳銃を取り出して被害者Bの顔面・頭部を計4回狙撃した。弾は4発とも被害者Bの頭部・顔面に命中し、Bは大和病院（京都市東山区大和大路通正面下る大和大路二丁目543番地）にて同日5時3分ごろに死亡した。永山はすぐに逃走を図ったが、直後に2人の制服警官姿が見えたため、（Bを狙撃してから約2 - 3分後には）茂みに身を隠したが、その茂みは落ち葉が溜まり、歩くと音がしたため、警官のうち1人が（警官から3 - 4 m離れた距離の）茂みの音に気付き「出て来い！」と大声を出した。しかしもう1人の警官が倒れている被害者Bに気付き「殺人だ」と叫んだところ、茂みの前にいた警官も同僚の方へ向かったため、永山はその隙に警官の目を盗んで三条大橋まで逃げ、Bを撃った際の薬莢を拳銃から抜き取って鴨川に投げ捨てた。その後、永山は京都駅から普通列車を乗り継ぎ、小田原から夜遅く新宿へ向かった。
京都府警察は松原警察署（現・東山警察署）内に「八坂神社警備員殺人事件特別捜査本部」を設置。被害者Bの遺体を京都府立医科大学で司法解剖したところ、左頬から銃弾が摘出され、凶器の拳銃について警察庁が調べた結果、東京事件と同じ22口径の回転式拳銃（6発）と判明したほか、摘出された銃弾も東京事件で使用された銃弾と同一のものであることが判明した。また、科学警察研究所が2事件の現場状況を照合したところ「閑静な人通りの少ない場所」「犯行時間は深夜」「動機不明」「被害者は両事件とも警備員で、撃たれた部位はともに頭部（左こめかみ中心部分）」「発射距離は1 - 2mで射撃が上手い」など多数の共通点が見い出されたため、両事件を同一犯と断定した。そのため、10月18日17時には警察庁が両事件を「広域重要指定108号事件」に指定して大規模捜査を開始した。

### 函館事件
函館事件の現場地図（北海道亀田郡七飯町大川6丁目13番地3号）
東京・京都で2人を殺害した永山は気持ちが落ち着かず、生まれ故郷の北海道網走市で自殺しようと考えて北海道へ向かったが、10月26日深夜に函館市近郊（北海道亀田郡七飯町字大川164番地）でタクシー運転手・男性C（事件当時31歳・帝産函館タクシー株式会社運転手）を射殺し、売上金などを奪った（第3の殺人・強盗殺人事件）。一方で警察庁は京都事件後、第3の犯行を阻止するため全国の警察に対し、公園・ホテルなどのパトロール強化と警備員などへの危害防止のため万全の措置を取るよう警戒態勢を敷かせていたが、函館事件はその警戒網を掻い潜る形で発生した。
永山は京都事件後の10月19日、網走へ向かうための旅費を工面するために池袋に住む次兄を訪ねたが、次兄から金を必要とする理由を追及された。そのため、永山はやむなく拳銃を見せ、次兄に対しそれまでの犯行を打ち明けた上で「北海道で自殺する」と決意を告げたところ、次兄から「警察に自首しろ」と勧められたがこれを断り、旅費として8,000円ほどをもらった。そして拳銃・実包を持って上野駅から普通列車（青森駅まで）・連絡船を乗り継いで同月21日に函館へ到着し、札幌駅行きの急行列車に乗車した。永山は「自殺する前に札幌市内を見物しておこう」と考え、同日から翌日（10月22日）まで札幌市内を見物したが、次第に自殺願望が和らいだため「東京に帰ろう」と決意し、同月26日夜には函館市内へ至った。しかし当時は所持金をほとんど費消して残り僅かになっていたため、永山は「拳銃でタクシーの運転手を射殺して金を奪おう」と決意し、日本国有鉄道（国鉄）函館駅のトイレ内で拳銃に実包6発を装填し、同日22時50分過ぎごろに函館駅前付近の路上を通りかかったタクシー（帝産函館タクシー・被害者Cが運転）に乗車した。永山は犯行に適する場所を求め、運転手の被害者Cに対し七飯町へ行くよう指示し、事件現場の路上までタクシーを走行させると、同日23時13分ごろに事件現場路上でタクシーを停車させ、隠し持っていた拳銃を取り出した。そしてタクシー後部座席から運転席にいた男性Cの頭部・顔面を立て続けに2回撃ち、Cが所持していた売上金（現金約7,000円）とがま口1個（現金約200円在中）を強取して約2時間かけて函館市街地まで逃走した。Cは鼻根部・右眼瞼左端部にそれぞれ貫通射創を負い、翌日（10月27日）8時15分ごろに市立函館病院（函館市弥生町2番33号）で死亡した。
東京・京都の両事件が警備員を拳銃で射殺した事件である一方、本事件はタクシー運転手を狙った強盗殺人とされたほか、事件発生当初は被害者Cの死因も「鈍器で殴られたことによる脳内出血」とみられていたために初動捜査は遅れた。しかし事件翌日（10月27日）に北海道函館方面函館中央警察署の捜査本部がCの遺体を函館病院で司法解剖したところ、右目窪みから金属片1個が発見され、その金属片を日本製鋼所室蘭製作所研究所で鑑定したところ、11月5日（名古屋事件発生日）には材質が鉛・真鍮であることが判明した。そして同月12日に函館中央署が改めて被害者Cの乗務していたタクシーを捜索したところ、右前部の三角窓のゴム枠内から線条痕の付いた金属片（銃弾）が発見され、科学警察研究所の鑑定で108号事件に指定された東京・京都・名古屋の各事件で使用された拳銃と同一の弾丸と判明した。そのため警察庁は11月13日に函館事件を「連続ピストル射殺事件（108号事件）と同一犯である」と断定した上で108号事件に追加指定し、北海道警本部も108号事件の加害者が北海道まで来た理由を突き止めるべく捜査を開始したが、初動捜査の遅れに加え、それまで拳銃による事件をほとんど扱ったことがなかったこともあって捜査は難航した。

### 名古屋事件
名古屋事件の現場地図（愛知県名古屋市港区七番町一丁目1番地）
永山は函館事件後に函館から横浜へ帰ったが、横浜市から愛知県名古屋市へ逃亡した。そして1968年11月5日未明に名古屋市港区七番町一丁目1番地（「株式会社竹中工務店名古屋製作所」南側路上）でタクシー運転手・男性D（事件当時22歳・八千代タクシー株式会社運転手）を射殺し、売上金などを奪った（第4の殺人・強盗殺人事件）。
横浜へ帰った永山は拳銃を市内の空き地に埋めて隠した上で1週間ほど沖仲仕として働いたが、逮捕の危険を感じたために名古屋で働くことを決め、11月2日に拳銃を掘り出した。そして拳銃に実包6発を装填した上で名古屋へ向かい、翌日（11月3日）朝に名古屋駅へ至ると、同日から翌日（11月4日）まで市内を見物したり、映画を見たりなどして時間を過ごした。同日夜遅く、永山は翌朝の沖仲仕の仕事を見つけるために同市中川区内の路上を名古屋港方面へ向けて歩いていたが、翌日（11月5日）1時20分ごろに被害者Dが運転するタクシーが近づいてきて、運転手Dから「どこへ行くの」と声を掛けられた。永山が「港へ行く」と答えたところ、Dがタクシーのドアを開けたため、永山はタクシーに乗車したが、車内でDから「港へ何をしに行く？今行っても何もないよ」と言われた。永山は「港で働く」と答えたが、Dから「あんた東京の人でしよう。今晩どうする？」と聞かれたため、とっさに「自分を東京の人間と知っている以上、Dをそのままにしておけば、（それまでに3件の殺人を犯した）自分の足取りなどを警察に伝えられ、自分が逮捕されることにつながるかもしれない」と考えた。加えて、当時は所持金が約2,000円余りしかなかったため、永山は「Dを拳銃で射殺し、金を奪って逃げよう」と決意し、犯行に適する場所を求めてタクシーを走行させた。
そして1時25分ごろ、永山は現場の路上でタクシーを停車させると、車内で隠し持っていた拳銃を突然取り出してDの頭部などを4回銃撃し、Dの所持していた売上金など（現金7,000円余り）が入った布袋1枚などを奪い、走って名古屋駅方面へ逃走しようとしたが、途中で見つけた材木屋に入って材木の間に隠れて朝まで休み、布袋・腕時計の壊れた鎖バンドをその場に捨てた。被害者Dは右側頭部・後頭部・左前額部・左側頭部にそれぞれ盲貫射創を負い、同日6時20分ごろに中部労災病院（名古屋市港区港明町一丁目31番地）で死亡した。
遺体を司法解剖した結果、被害者Dの体内から鉛弾計4発が発見され、科学警察研究所で鑑定すると東京・京都両事件と同じ箇所に線条痕が確認されたため、本事件も同一犯と断定された。これを受けて愛知県警察特別捜査本部はタクシー・宿舎関係・船員・指紋などを重点的に捜査したほか、全県下のホテル・旅館など宿泊施設の宿泊客を調べて犯人の足取りを追った。一方、堀川 (2009) は「永山はそれまでの3件とは異なり、この時に初めて被害者が流血するところを見た。それ以降は引き金を引けなくなった」と述べている。

## 事件後
一連の連続殺人（「108号事件」）を犯した後、横浜に帰った永山は捜査の追及を免れるために拳銃を土中に埋め、桜木町で沖仲仕などをしていたが、同年11月末には上京してアパート「幸荘」（東京都中野区若宮町二丁目4番9号）に住み、新宿区内の深夜喫茶店でボーイとして働いていた。一方で警視庁は11月14日夜 - 15日朝にかけて108号事件の犯人逮捕、および第5の犯行防止のため、東京都内全域のホテル・旅館・簡易宿泊所（計4,942か所）の一斉大立ち入り調査を実施したほか、警視庁および警察庁から警戒指示を受けた全国の警察がそれぞれ大規模な張り込み・聞き込みを実施した。このころに警察当局は事件の被疑者として永山を含め80,000人をリストアップしていたが、名古屋事件以降は新たな犯行は発生しなかったほか、犯人の特徴が掴めないために捜査対象は絞り込めず、警察の捜査は難航した。

### 原宿事件・逮捕
翌1969年（昭和44年）3月末ごろ、永山は埋めてあった拳銃を掘り出してアパートへ持ち帰り、同年4月6日には明治神宮の森に拳銃を埋めるためアパートを出た。永山は「暗くなってから拳銃を埋めよう」と考え、その前に渋谷で映画鑑賞をして時間を潰したが、明治神宮の参道へ向かうと入口が柵で封鎖され、警備員が詰所にいたため侵入を断念して引き返した。同日21時ごろ、永山は当時所持金がわずかで遊興費もなかったため「どこかへ盗みに入ろう」と思い付き、皮手袋を両手にはめ、拳銃に銃弾6発を装填した上で、4月7日1時40分には拳銃とドライバーを持って「一橋スクール・オブ・ビジネス」（東京都渋谷区千駄ケ谷三丁目7番10号）の事務室に侵入し、金品を物色した。しかしその途中で警報装置が作動し、駆けつけた警備員E（当時22歳・日本警備保障株式会社（現・セコム）東京支社警備員）に発見されたため、「もし逮捕されれば今までの犯行が発覚する」と恐れ、とっさにEを射殺して逮捕を免れようと決意し、スクール建物の玄関ホールで隠し持っていた拳銃を使ってEを2回銃撃したが命中しなかった。
永山はEを振り切って逃走し、明るくなるまで明治神宮の森に隠れていたが、警視庁は同日4時27分に都内全署へ緊急配備して永山の行方を捜索し、張り込みしていた代々木警察署の署員が5時28分ごろに明治神宮北参道入口（渋谷区代々木一丁目1番地）歩道脇の森の中から出てきた永山を発見・職務質問した。永山のポケットから拳銃が発見されたため、代々木署員は被害者Eへの強盗殺人未遂および拳銃不法所持（銃砲刀剣類所持等取締法〈銃刀法〉違反）の現行犯で永山を逮捕した。拳銃の弾丸は17発所持していた。永山は取り調べに対し「108号事件」に指定されていた4件の強盗殺人を犯したことを認めたため、警視庁は11時12分に永山の身柄を愛宕警察署捜査本部へ移し、殺人容疑で改めて逮捕状を執行した。

### 逮捕後の捜査
被疑者・永山は事件当時19歳の少年だったが、逮捕直後から実名報道がなされた。永山は逮捕翌日（1969年4月8日）に逮捕容疑である被害者Eへの強盗殺人未遂・銃刀法違反で東京地方検察庁へ書類送検され、4月10日に警視庁から集中的な取り調べを受けた。その後も以下のように相次いで東京地検（担当検事：坂巻秀雄検事）へ追送検された。
- 4月15日 - 横須賀海軍施設における窃盗・拳銃不法所持容疑で追送検[83]。同日から京都府警による取り調べが始まり、永山の身柄は愛宕署から警視庁本部へ移送された[84]。
- 4月20日 - 函館事件・名古屋事件における各強盗殺人・拳銃不法所持容疑で追送検[83]
- 4月21日 - 同日から函館事件に関する取り調べが始まり、函館中央署の刑事調査官（警視）は同日から23日までに計5通の供述調書を作成した[84]。また東京地方裁判所の裁判官が「本事件は関係者多数・事案複数の事件で、関係人の取り調べ・裏付け捜査も未了である」として永山に10日間の勾留状を発布した[85]一方、東京弁護士会所属の弁護士・稲川武史が永山への面会を求め[86]、同日付で永山が署名・押印した弁護人選任届を提出した[87]。
- 4月23日 - 東京事件の殺人・拳銃不法所持容疑で追送検[88]
- 4月25日 - 警視庁刑事部管理課の取調室で名古屋事件の取り調べが開始され、永山は愛知県警捜査一課の警部補に対し「被害者Dから奪った腕時計を宮下公園（渋谷区）の花壇に捨てた」と自供した[89]。その自供通り腕時計が発見されたほか、名古屋事件の現場から約3.2 km離れた材木置き場（名古屋市中川区四女子町の製材所）からも腕時計に付いていた金色の鎖バンドが発見された[90]。
- 4月28日 - 港警察署（愛知県警）の捜査本部が製材所を現場検証したところ、先述の腕時計の金色鎖バンドの一部に加え、被害者Dの同僚（同じ車両に乗務していた）の名前が書かれた布袋も発見された[91]。同日、東京地裁の裁判官は5月10日までの勾留延長を認めた[92]。
- 4月29日 - 京都事件の殺人・拳銃不法所持容疑で追送検[88]
- 5月3日 - 同日までに「108号」に指定された各事件について司法警察員面前（員面）調書の作成が終わったため、東京地検特捜部・坂巻秀雄検事は被疑者・永山を取り調べ、検察官面前調書（検面調書）の作成を開始した[92]。

本事件は少年事件であるため、担当検事・坂巻は5月10日に永山に「刑事処分相当」の意見を付していったん東京家庭裁判所へ送致した。その後、同年5月15日付で東京家裁（四ツ谷巖裁判官）は永山の少年保護事件について「刑事処分相当」の意見書付きで永山を東京地検へ逆送致し、東京地検は同月24日に永山を6つの罪名（殺人罪・強盗殺人罪および同未遂罪・窃盗罪・銃刀法違反・火薬類取締法違反）で起訴した。

## 動機
永山は逮捕直後、取り調べに対し4事件すべて「金が欲しかったから」と供述しており、後に第一審で2回目の精神鑑定（「石川鑑定」）を担当した石川義博に対しても、その供述を公判で否定しなかった理由を「プリンスホテルで最初の殺人を犯したので、刑事から『なぜ（標的が）金持ちだったのか』と訊かれたためだ。当時は突発的な犯行で、別に被害者Aに恨みがあったわけではなかったが、刑事から『それだけでは動機と言えないだろう』と詰問され、『自分が殺人を犯したことに変わりはない』と思って『4事件すべて金目当てだった』と供述した」と述べていた。その上で石川から「（東京事件は）恐怖心や逃げたいという気持ちでやったのだろう。しかし函館事件・名古屋事件は違うのだろう？」と質問され、「京都事件後、北海道へ向かう途中、『網走に付いたら拳銃で自殺しよう』と考えたが、『殺人に使った拳銃で自殺すると犯人が自分であることがばれ、兄たちに迷惑が掛かる』と思ってやめた。しかし（青函）連絡船に乗ってから『自分は何のために生きてきたのだろう』と考えるうちに兄姉たちのことを考え、姉以外のすべての人々を憎んだ。特に兄（次兄）から『どうせ死ぬなら熱海でいいじゃないか』と言われたことに憤慨し、『どうせ死ぬならいくら悪いことをやってもいいだろう』と思い始めた」と述べている。また、函館事件を起こす前の心境については「『母のことはもうどうでもいい。暴れるだけ暴れて死ぬ』と思い、最終的に函館（七飯町）で殺人を犯した。北海道へ発つ前に兄（次兄）に兄への当てつけで『網走で死ぬ』と言ったが、その兄に『俺は北海道に来たんだぞ』という当てつけ同然の感情もあった。最終的に兄姉たちのことも『もうどうでもいい』と思うようになった」と述べている。
この尋問結果を基に、石川は鑑定書で「則夫は何かに対し強い恨みを抱くようになった」と述べたほか、堀川惠子 (2013) は石川が精神鑑定に当たって永山を尋問した際に録音した肉声テープの内容を基に、「永山は北海道へ向かう途中、幼少期に自分を捨てた母親や長兄・次兄・三兄に対する恨みを募らせ、特により過ごしていた期間の長かった次兄・三兄には強い憎しみを抱くようになった」、「最後の相談相手として選ばれた次男から『どうせ死ぬなら熱海でいいじゃないか』『手間を掛けさせずに死ね』と自身の気持ちを逆撫でするような言葉を吐かれたことへの憎しみ・当てつけとして『どうせ死ぬなら大暴れして手間を掛けさせて死のう』と企て、さらなる犯行（函館事件・名古屋事件）を重ねた」と述べている。また、名古屋事件について警察の取り調べを受けた際には「名古屋には姉（次女）・妹がいた（三兄については言及していない）」と述べていた一方、石川からの尋問に対しては「名古屋には三兄・姉・妹がいた。仮に名古屋で死んでも（兄姉たちに）骨くらいは拾ってもらえると思った」と述べていたが、この点について堀川 (2013) は「永山は警察からの取り調べの際、自らの心に秘めていた三兄（憎悪の対象）の存在を隠すことで、自身の殺人の動機（＝兄への憎しみ）を隠し通した」と述べている。

## 刑事裁判

### 第一審・東京地裁
東京地方裁判所で開かれた第一審の審理は弁護団の解任・辞任劇などの事情から10年にわたる長期審理となり、その間に裁判長も3度にわたって交代した。初公判（1969年） - 論告まで約3年にわたって裁判長を担当した堀江一夫は「起訴状通りなら死刑はやむを得ないが、永山の言い分をよく聞こう」と考え、当初はなかなか発言しようとしなかった永山に何度も発言機会を与えた。また1972年（昭和47年）夏から裁判長を担当した海老原震一も新たな弁護団が作成した冒頭陳述（約2,000枚）をすべて法廷で朗読させたほか、ほとんど黙秘の状態で作成された第1次精神鑑定をやり直して第2次精神鑑定（石川鑑定）を許可した。
1974年（昭和49年）春から裁判長を務めた西川潔も静岡事件を含めた永山の主張について「必要なことは取り調べる」との姿勢で弁護団と対話しながら審理を進めていたが、1976年（昭和51年）夏から裁判長を務めた蓑原茂廣は裁判の迅速化を掲げ、弁護団と相談せず公判期日を指定するなど、それまでと一転して強硬な訴訟指揮を行った。
永山は第一審公判中、ベストセラーとなった獄中記『無知の涙』の印税を被害者遺族に贈った一方、一貫して「貧困が無知を招き、それが犯罪に結びつく」と主張し、東京地裁へ提出した上申書でも「本事件は自分の周囲の人々が、自分に生きるための知識を与えず、憲法で保障された基本的人権を侵害した結果だ」と述べていた。

#### 初公判以降
初公判は1969年8月8日に東京地裁刑事第5部（堀江一夫裁判長）で開かれ、被告人・永山は罪状認否においてほぼ全面的に起訴事実を認めたが、以下のように供述した。
- 殺人2件（東京事件・京都事件） - 東京事件に関しては「初めから被害者Aへの殺意を有してはおらず、逃げたい一心から撃った」と供述して殺意を否認した一方、京都事件については「間違いない」と認めた[88]。
- 強盗殺人2件（函館事件・名古屋事件） - 函館事件は「金が欲しかったから」と認めたが、名古屋事件に関しては「売上金などを奪う気になったのは拳銃を撃った後」と述べ、強盗の犯意を否認した[88]。
- そのほか横須賀海軍施設における窃盗事件や原宿事件（殺人未遂・拳銃および銃弾の不法所持）については「間違いない」と認めた[88]。

検察官による冒頭陳述は次回公判へ持ち越され、続く第2回公判（1969年9月8日）で弁護人（主任弁護人：助川武男）は4件の殺人事件について以下のように全面的に殺意を否認したほか、「横須賀海軍施設から拳銃などが盗まれた事件は永山の犯行ではない疑いがある」と主張した。
- 殺人2件（東京事件・京都事件） - 東京事件については永山本人の罪状認否と同様に「殺意はなく、永山は逃走しようとした時に狙いも定めず拳銃を撃った。拳銃は小さくて玩具のような印象しかなく、永山は『人を殺害するほどの威力がある』とは考えていなかった」と、京都事件についても「拳銃の威力を誤信しており殺意はなかった」と主張した[117]。
- 強盗殺人2件（函館事件・名古屋事件） - 検察官は両事件について包括的な「強盗殺人」の犯意を主張しているが、いずれも偶発的なもので、包括的な犯意の存在は認められない[118]。函館事件については客観的事実を含めて疑念があるほか、名古屋事件では永山に確定的な殺意はなかったと考えられ、財物奪取の犯意は被害者Dが仮死状態に陥ってから生じた（＝初めから強取の犯意はなかった）[119]。
- 原宿事件に関しては被害者Eへの殺意は否認したが、拳銃・銃弾の不法所持は認めた[119]。

1969年10月7日に第3回公判が開かれ、検察官は捜査員による「実況見分調書」「捜査報告書」を証拠申請したが、公判廷で証人を尋問して証言を得ることを目論んだ弁護人はそれらの証拠採用を全て不同意とし、裁判所による現場検証を希望した。仮にそれぞれの現場を検証し、関係する証人を尋問すれば出張先は広範囲にわたり、旅費・宿泊費なども弁護団（私選弁護人3人）が自腹で負担することになるが、初公判後の「永山の犯罪は社会のひずみが生んだもので、それを立証する裁判にしたい」というコメントに沿った弁護方針だった。同年10月20日に開かれた第4回公判では警視庁の捜査員5人が検察側の証人として出廷し、横須賀海軍施設における窃盗事件の捜査状況および、永山が「拳銃を試射した」とされる三笠公園における実況見分などについてそれぞれ証言した。その後、11月4日には横須賀市内で東京地裁の裁判官が現場検証・出張尋問を行い、同月18日には東京プリンスホテルの現場検証・弁護側が申請した証人への出張尋問を実施し、12月9日の第5回公判でそれぞれの調書要旨が朗読された。
1969年12月22日に第6回公判が開かれ、弁護人による永山への被告人質問が行われた。永山は弁護人に対し「4人とも自分が殺した」と証言したが、弁護人から東京事件について初公判で「殺意はなかった」と証言した旨について質問されたところ、「自分は被害者Aを殺すつもりはなかったが、相手が出てきた。小さな拳銃に殺傷力があるとは思わなかった」と述べたが、さらに弁護人から踏み込んだ質問をされると突然怒鳴り出し、被告人質問はわずか20分後に閉廷した。その後、証拠調べは以下のように進んだ。
- 第7回公判［1970年（昭和45年）1月13日］ - 京都事件について弁護人が同意した供述調書（警察官・検察官が作成）が証拠採用された[127]。2月6日には京都事件の現場周辺（八坂神社・丸山公園の周辺）で現場検証が行われた後、京都地方裁判所の法廷で被害者Bの同僚（八坂神社の警備員）への出張尋問がなされた[128]。
- 第8回公判（1970年2月25日） - 6日に実施した京都事件の検証調書・尋問調書が取り調べられ、永山は裁判長から「調書について何か述べることは？」と問われ「ない」と答えた[129]。
- 第9回公判（1970年3月13日）[129] - 函館事件の調書（被害者Cの妻・同僚の供述調書）が取り調べられ[130]、永山は裁判長からの質問に対し「（質店から任意提出され押収した）チャコールグレーの背広上下は函館事件の時に着用していたものだ」と認めたほか、「殺したことは確かに悪いことだが、被害者は苦しまず死んだと思う。それだけは遺族に伝えてほしい」と述べた[131]。その後、4月16日には東京地裁の裁判官が函館市・亀田郡七飯町でそれぞれ現場検証を行い、翌日（4月17日）に函館地方裁判所で函館中央署の警視に対し出張尋問を行った[132]。
- 第10回公判（1970年5月12日） - 永山は函館事件に関する検証・尋問の調書について「（4事件の中で）函館事件が一番ひどかったと思っているので、この言葉を捧げたい。『月の真砂は尽きるとも 資本主義のあるかぎり 世に悲惨な事件は尽きまじ』[注 44]」と述べた[134]。
- 第11回公判（1970年5月22日） - 名古屋事件の書類証拠・物的証拠が取り調べられたが、永山は被害者の被弾状況を示す首上マネキン・解剖状況写真・摘出した弾丸などを「見たくない」と拒否した[135]。同日、永山は裁判長から「初公判で述べた『拳銃を撃つまで売上金などを奪う気はなかった』という言葉は警察署・検察庁における供述と矛盾する」と指摘され、「（取り調べを担当した）坂巻検事に述べたことが本当だ」と述べた[135]。

1970年6月30日に開かれた第12回公判では名古屋事件の現場検証・証人尋問（いずれも6月5日実施）の調書が取り調べられた。同日、永山は裁判長に対し「俺のような男をどう思うか」と質問し、裁判長から「どう思うか問われても今はいえない。裁判所の意見は判決で述べるので、途中で意見を言うことはできない」と回答されたが、「このような事件を起こしたのは、当時の自分が貧乏で無知だったからだ。何もかもが憎くてやった。資本主義社会が自分のような貧乏な人間を作るから自分はここにいる」と述べ、『犯罪と経済状態』（ウィリアム・ボンガー著 / 河上肇著・岩波文庫『貧乏物語』に収録）の一節「貧乏は人の社会的感情を殺し、人と人との間におけるいっさいの関係を破壊し去る。すべての人々により捨てられた人は、かかる境遇に彼を置き去りにせし人々に対しもはやなんらの感情ももち得ぬものである」を英語（原文）で暗唱した。その後、同年8月14日の第14回公判で永山は裁判長から次回公判（8月26日・第15回公判）での発言を許可され、同公判では「（犯行の動機は）貧乏が憎かったから東京プリンスホテルへ行ったら、偶然ガードマン（被害者A）が出てきてああいうことになった。それ以降は惰性でやった。死刑は怖くないし、情状してもらいたくはない。情状なんかしても被害者4人と（死刑になる）自分の命は帰らないが、あの事件を起こしたことで東拘大で勉強し、『なぜ自分のような者が生まれたのか』をわかることができたから、事件を起こして良かったと思う。自分は死刑になっても構わないが、自分のような輩を二度と出さないような社会にしてほしい」と陳述した。この時期から永山に対し、世論からは「永山は死刑が怖いから社会に責任転嫁している」との批判が強くなっていったが、永山本人は同年9月10日の日記で「自分にはもう（面会に来てくれない）兄姉というものを考えなくてもいいと、激情あるいは憎悪に駆られてあのような言葉を言った」と述べている。同日の公判で弁護人は大量の情状証人の申請をしたほか、同時に精神鑑定を申請したが、いずれも採否は留保された。
第16回公判（1970年9月22日）で検察官が弁護人による情状証人の採用に同意し、精神鑑定も第18回公判（同年12月23日）で東京地裁が採用を決定した。（1回目の）精神鑑定は新井尚賢（東邦大学医学部教授）が鑑定人として指定され、新井は1971年（昭和46年）1月14日の第19回公判で「鑑定書提出までに4か月程度を要する」と表明した。同年2月3日、永山は精神鑑定を受けるため東京拘置所（旧：巣鴨プリズン）から財団法人愛誠病院（板橋区加賀）へ移送され、精神神経科病棟へ鑑定留置された。鑑定留置は2月10日まで続き、その後も新井は永山の実母（青森県板柳町）を訪問して弘前精神病院に入院中の長姉・母系の親族らと面接したり、栃木県の長兄や東京の親族、就職先の雇い主らと会って客観的資料を収集した。
鑑定人・新井は同年5月16日になって東京地裁刑事第5部に「永山則夫精神鑑定書」を提出した。その鑑定主文は「犯行時および現在の永山の精神状態には狭義の精神病を思わせる所見はないが、情意面の偏りがある程度認められる」というもので、新井は第23回公判（同年5月27日）における尋問で、弁護人から「永山は『非常に高い金属的な音の耳鳴りに悩まされている』と訴えているが、これはどのような原因か」と質問され「神経症的なものだろう」と回答した。また弁護人は「永山は『共産革命で世の中が変わる』などの発言をしており、その言動から『妄想知覚』のようなものが感じられるが？」と質問したが、新井は「妄想気分と言われるものとは違うだろう」と回答した。その後、永山の著書『無知の涙』（同年3月10日に初版発行）の版元・合同出版の編集長である野田祐次が証言し、読者からの反響を読み上げたほか、自ら函館事件の被害者Cの遺児宛に現金を持参した（領収書日付：同年5月18日）ことなどを証言した。編集長の証言後、永山は裁判長から発言を許可され「出版の目的は金ではなく、自分の思想だ。こういう（資本主義の）社会体制だから金は必ず入るが、自分は（金を）地獄へ持っていけないから、『遺族にやってくれ』ということだ。」と陳述した。
『無知の涙』を刊行して以降、永山には法廷外で多数の支援者（ジャーナリスト・作家・社会学者・編集者など）が付くようになった。彼ら支援者たちは永山の延命を図り、その主張を法廷で述べさせるために「公判対策会」を結成したほか、永山に対し「今の公判は検察のペースに乗せられているから、弁護団を解任することで永山・弁護団ペースに逆転することができる」と教え、永山が弁護団を解任するきっかけとなった。

#### 弁護団解任
1971年（昭和46年）6月17日に開かれた第24回公判で論告求刑が行われ、東京地検検事・井村章は被告人・永山に死刑を求刑した。検察官は「横須賀事件は盗難品がその後の殺人現場に遺留されていたことなどから、永山の犯行であることは明白」「永山は拳銃の暴発を恐れ、持ち運びの際に1発目の弾倉を空にしておくなどしており、拳銃に殺傷力があることを認識していた。弁護人の『拳銃に人を殺害する威力があるとは考えていなかった』という主張は到底首肯できず、殺人および強盗殺人・原宿事件では各被害者に対し殺意を抱いていたことも明らかだ。」と指摘した上で、「4人の尊い人命を奪った重大な事件で、我が国の犯罪史上まれにみる重大・凶悪な犯罪だ」「永山が人格形成上最も大切な時期である幼少期に冷たい貧困家庭で育ったことは検察官としても同情を禁じ得ないが、永山は公判で弁護人・裁判長に対し投げやりな言動を取ったり、各犯行について『資本主義社会のひずみ（貧困）が原因で、国家の社会機構にこそ問題がある』ように主張し、犯行を敢行したことに対し何の反省・悔悟も見られない。永山の性格はもはや矯正不可能だ」と指弾した。そして「獄中手記の印税を函館事件の遺児に贈り、今後も各被害者遺族に印税を贈る意向を示しているが、その真意は必ずしも反省・悔悟のためではない。事件の重大性や犯行手段・方法の残虐性、被告人の性格、社会的影響、遺族の被害感情などを総合すれば、事件当時19歳の少年であることを考慮しても情状酌量の余地は全くない」として死刑を求刑した。
裁判長は「次回期日（第25回公判・6月24日）で弁護人の最終弁論を行い、第26回公判（7月29日）で判決を宣告する」と指定告知した。弁護人は最終弁論で「永山の犯行当時の精神状態は心神耗弱であったとみられ、刑事責任能力は著しく減退していた」と主張する方針だったが、論告求刑から2日後（6月19日）には永山が私選の弁護人3人を突如解任した。解任理由は永山が「弁護人たちが自分の思想を弁護するには限界がある」と考えていたことに加え、直後に迫っていた判決宣告を遅らせることで延命を図るためでもあった。当時、裁判長の堀江一夫裁判官は判決公判後に静岡地方裁判所へ異動する予定で、仮にそれ以上公判が延期されれば裁判長の交代が必至となるが、裁判官が交代すると公判手続を更新（やり直し）する必要が生じるためである。実際の更新手続きは裁判の迅速化のため、裁判長が検察官・弁護人に対し「更新の手続きをしたいが、従来通りでよいか」と尋ね、両者とも同意すればそれだけで終わることが多いが、その後選任された第二次弁護団（私選弁護人5人）は裁判長として新任された海老原震一に更新手続きの厳密な執行を求め、海老原の訴訟指揮により検察官は改めて起訴状を朗読することとなった。これは、本事件は重大事件故に調書の量が膨大であるため、いったん弁護人を解任してから新たな弁護人を選任すると調書を調べ直す必要性が生じ、公判日程が大幅に遅れるためである。
同年6月22日に私選弁護人1人が選任された一方、第25回公判（6月24日）は延期され、判決宣告が予定されていた第26回公判（7月29日）で堀江の転出が決定した。同年12月1日の第27回公判までに第二次弁護団（5人）が出揃い、同日に更新手続きが行われた。1972年（昭和47年）1月20日に開かれた第28回公判では被告人・永山が「貧困が無知を生み、無知が犯罪へ走らせる。その原因を究明するため、法廷にマルクス主義的な経済学者を（呼んでほしい）」と主張し、海老原は同年7月25日に特別弁護人としてマルクス経済学者2人を付けることを認めた。特別弁護人を含めた弁護団は同年11月16日の第33回公判以降、「永山事件の原因」「犯罪事実」犯行後の自己変革」「永山則夫と現代青少年犯罪（死刑廃止論を含む）」の4部で構成された冒頭陳述（原稿用紙約2,000枚分）を1年がかりで朗読した。

#### 「静岡事件」の自供
しかし冒頭陳述朗読中の1973年（昭和48年）5月4日、第39回公判で永山は突然、起訴されていなかった余罪について自供した。その内容は静岡県静岡市内で起こしたとする窃盗（自転車窃盗および学校・事務所での侵入窃盗）、現住建造物放火、銀行員に対する拳銃使用事件に関してのもので、永山は「17日ごろの深夜に静岡市内の会社事務所・高校事務所に侵入して現金・預金通帳を盗み、会社事務所（後述：江崎グリコ静岡連絡所）へ放火した。その翌日9時ごろ、静岡駅前の三菱銀行支店で盗んだ通帳を使い、預金を引き出そうとしたところ、行員に怪しまれたので3階のトイレへ行った。そのとき警官が駆け付けたため、拳銃を発射（不発）して逃げた」と陳述した。また、1975年4月9日の公判では「新宿の喫茶店『ビレッジバンガード』に勤務していた際、同僚から疑いを掛けられたほか、元従業員からも『4人殺しのナガさん』呼ばわりされるなど嫌がらせを受けた。その前後から新宿には警察関係者が多かった。それらを総合判断すれば、警察が自分を見逃していたことは明らかだ」と陳述した。
この「静岡事件」について弁護人（辞任前の鈴木淳二・早坂八郎・中北龍太郎）は「警察当局は東京・京都両事件発生後、両事件を同一犯による事件として広域指定し、名古屋事件直後ごろには永山をその犯人として特定していたが、当時の大学闘争を中心とした社会・政治情勢の緊迫化の中で全国の治安体制の維持をはかり、或いは少年法改悪を推進する目的で永山を尾行し、行動を監視しつつこれを泳がせた。その結果、静岡で永山による余罪事件が起きたが、警察は永山を逮捕しないまま放置し、渋谷区での事件（原宿事件）発生に至った。そのため、静岡事件における警察の対応は刑法103条に抵触するが、その責任を追及せずに原宿事件について永山のみの責任を追及することは不平等で日本国憲法第14条に違反し、その捜査手続きも憲法13条・31条違反であるため、原宿事件に関する公訴提起は違法・無効だ」と主張し、原宿事件について刑事訴訟法第338条4号に基づき公訴棄却を申し立てた。また、永山本人も「静岡の銀行で出した伝票には自分の指紋が多数付着していたはずだ。本事件以前にも自分は何度も逮捕されて指紋・掌紋を採取されており、京都事件の現場に落としたジャックナイフにも自分の指紋が付着していたため、警察は自分が犯人であることを特定できていたし、自分が静岡に現れるだろうことも予見していた。それにも拘らず警察が自分を指名手配せず、逮捕後も『静岡事件』を追及しなかった理由は、少年法の適用年齢を18歳未満に引き下げる方向で改正を狙う法務省が自分を泳がせてさらなる凶悪事件を重ねさせ、少年法改正のキャンペーンに利用しようとしたためだ。この権力犯罪を指揮したのは警察庁次長・後藤田正晴で、後藤田は『静岡事件』隠蔽の論功行賞で1969年になって警察庁長官へ昇格した」と主張した。
この発言を受け、静岡県警察捜査一課は1973年11月6日付で「捜査報告書」を作成したが、その内容は「11月18日9時ごろ、三菱銀行静岡支店（静岡市御幸町8番地）へ江崎グリコ静岡連絡所（同市安東柳町10番地）から『預金通帳が盗まれた』という電話があり、銀行側が警戒していたところで不審な若い男が預金引き出しに現れた。男はいったん『（3階の）トイレに行きたい』と言って3階へ行ったが、応対していた預金係長が行内電話で階下へ知らせようとしたところ、トイレから飛び出してきて拳銃を突き付け、逃げようとする途中で係長に拳銃を向けて引き金を引いたが不発に終わった。直後に捜査員2人が連絡所から到着した捜査員2人が銀行に到着したところ、係長の『泥棒』という声を聞き、直後に応接間から飛び出した男が拳銃のようなものを向けたのを見たため、2人で追いかけたが繁華街で見失った」「（永山が銀行に出したとされる）払戻請求書からは永山の指紋は検出されず、筆跡も対照文字が少なかったため鑑定不可能だった。逮捕後に静岡県警の捜査員が東京拘置所で永山本人と接見したが、永山は『話は公判でする』と取り調べを拒否して応じなかった」というものだった。
結局、検察官は1974年（昭和49年）6月5日付で「静岡事件」について「遡って訴追する必要はない」として不起訴処分にしたが、弁護団はこれに反発こそしたものの、同事件の犯人取り逃がしを「権力犯罪」とはみなさなかった。永山は同年9月21日に「弁護団は『静岡事件』の本質を『警官が尾行して泳がせた権力犯罪』と知りながら黙認し、精神鑑定を申請（後述）することで”妄想”として揉み消そうとした」として、第二次弁護団を解任した。
東京地裁 (1979) は第一審判決で「警察官が永山を尾行した事実は認められず、原宿事件での現行犯逮捕に至るまで犯人を特定できていなかった」と認定して永山の申し立てを退けた。

#### 「石川鑑定」
「静岡事件」の審理と同じころ、永山は新たな流れの裁判の中で「自分に対する正しい精神鑑定」を望むようになっていた。これを受け、第42回公判（1973年10月12日）で冒頭陳述を終えた弁護側は「1回目の精神鑑定では永山が非協力的だった。永山は当時と違い、現在は裁判に対する否定的・無関心的な態度はなく、真実に基づいた正しい精神鑑定を自ら望んでいる。被告人・永山の精神状態を正しく把握した上で裁判を行うべきだ」として、改めて永山の精神鑑定を申請した。東京地裁刑事第5部（海老原震一裁判長）は第43回公判（1973年11月28日）で精神鑑定の採用を決定し、八王子医療刑務所の石川義博技官に鑑定を命じた。同月以降、審理は約1年5か月間にわたって一時中断し、石川が半年間にわたって永山から聞き取りを行い、青森を訪れて永山の母らからも話を聞いたほか、永山自身も取り調べの時とは一転して石川に対しては自らの生い立ちや事件までを語った。一方、裁判長を務めていた海老原は1974年4月1日付で横浜地裁小田原支部へ転出したため、同日以降は西川潔判事（前：司法研修所教官）が3人目の裁判長となった。
1974年8月31日、東京地裁刑事第5部（西川潔裁判長）に「石川鑑定書」が提出された。石川が完成させた鑑定結果（「石川鑑定」）は当時、日本ではほとんど知られていなかったPTSD（心的外傷後ストレス障害）の理論を用い「永山の出生以来の劣悪な環境、遺伝的条件、思春期の危機的心性、沖仲仕などの重労働や放浪による栄養・睡眠傷害、ストレス、社会からの孤立状況などが複雑に交錯し、犯行時の精神状態に影響を与えた。永山は犯行前から既に高度の精神的な偏り・神経症の兆候などを発現し、犯行時には精神病に近い精神状態だった。」「『静岡事件』の当時、永山は4つの重大事件を犯したことで罪の意識の負担に耐えられず、『刑事に追われている』という緊張感が強まったため、『早く捕まえてくれ』と言わんばかりの病的な状態に陥った」と結論付けたものだった。これは弁護人からすれば有利な証拠となったが、永山は石川鑑定の結果に強く反発し、「こんな鑑定は信用ならない」と拒絶した。しかしその後、永山は膨大な裁判資料の中でも石川鑑定の鑑定書だけを拘置所の身の回り品として死刑執行まで持ち続けており、鑑定書には自ら細かな訂正・追加の文字を書き入れていた。石川はこの鑑定の際に録音した永山の肉声テープを後にNHKに公開し、それをもとに2012年に「ETV特集 永山則夫　100時間の告白～封印された精神鑑定の真実～」がNHK教育テレビジョンで放映され、番組ディレクターの堀川惠子により『永山則夫 封印された鑑定記録』（岩波書店）として書籍化もされた。

#### 法廷闘争
1975年（昭和50年）1月24日、永山は「死刑廃止のための全弁護人選任を訴える」とするアピール文を発表し、同年3月16日付の『朝日新聞』が報じた。その後、いったんは解任された第二次弁護団の弁護人・木村壮が再び弁護人として選任され、1975年4月9日に東京地裁刑事第5部（西川潔裁判長）で公判が再開されたが、同日の公判（裁判長転出による裁判の更新手続き）で永山は、弁護団を解任した理由について「検察官が『静岡事件』に関連して刑法103条（犯人隠避）に違反していることに耐えられなかったことに加え、『石川鑑定』で『自分の脳波に異常がある』とする鑑定結果が出たことにも納得できなかったからだ。前の『新井鑑定』では『脳波に異常はない』とされているから、どちらかが間違っていることになる」と主張した。また「もし文部省・法務省などが、もう少し地道に人民に奉仕する態度だったら、自分はもっと違った生き方ができただろう。犯罪の責任を犯罪者のみに押し付け、その償いを求めることは弱肉強食主義だ。死刑制度が廃止され、自分が生き続けることができたら、私は、私と同じ下層の仲間たちを教育し、殺人がない社会を作るため努力したい」などと意見陳述した。また永山は（前述のアピールと同様に）「死刑廃止のため、全弁護士を自分の弁護人として選任するよう訴える」とも呼びかけたが、その呼びかけに応じた弁護士が1人もいなかったため、同年6月3日に行われた公判（更新手続き）で永山が木村に対し「弁護士はいったい、私のアピールをどう考えているのか陳述してほしい」と求める出来事もあった。
同年6月11日には永山が私選弁護人・木村壮に辞任を要求したため、木村は同17日に東京地裁に辞任届を提出したが、永山はその直後（24日）に獄中ノートへ「今必要なのは100人の弁護士より、1人の共産主義を理解する弁護士だ」と書き記したほか、翌日（25日）には地裁から「弁護人選任に関する通知」が届いたことを受け「いつかはきっと（自分の思想を）分かってくれる弁護士が出現してくれる。その日は自分の命ある日ではないかもしれないが、歴史とはそういうものだ」と書き記していた。結局、永山は同年9月10日に私選弁護人として鈴木淳二（第二東京弁護士会）を選任することを届け出た。同年12月18日に開かれた第47回公判で、意見陳述を行った鈴木は「自分は永山と接見したことで自己批判をせざるを得ないと実感したし、被告人（永山）の思想の誤りも批判・是正する。互いに人間の弱さを出して直していく」と表明した。
1976年（昭和51年）5月28日には新たに2人の弁護人が選任されたことで、私選の第三次弁護団が編成された。また第48回公判（同年6月10日）に永山は「静岡事件で自分を起訴してほしい」と主張し、西川裁判長も「補充裁判官を容れて取り調べる用意がある」と述べたが、西川は同年7月2日付で旭川地方裁判所の所長として転出した。4人目の裁判長として東京地裁八王子支部から移動した蓑原茂廣判事が着任したが、蓑原は更新手続きにより裁判が遅滞することを警戒し、第49回公判（同年9月21日）以降は弁護人と相談せず、一方的に公判期日を指定した。これに反発した弁護団は同年10月9日、公判期日の取り消しを求める上申書と、訴訟進行に関する意見書を提出したが、地裁は公判期日取り消し請求を棄却した。
同年10月20日は第50回公判の期日が指定されていたが、弁護人は全員出頭しなかった。これを受け、検察官は「正当な理由なく弁護人が欠席することは許されない。弁護人不在のままで審理を進行してほしい」と申し出たが、蓑原は「本件は強制弁護事件であるため、弁護人が入廷しなければ開廷できない」として退けた。
永山は「静岡事件」の自供以降、法廷で「この裁判では静岡事件を含め、すべての犯行動機・真相が究明されるべきだ」と主張していたが、蓑原はこれを認めなかった。また前任の西川裁判長と異なり、蓑原が弁護人と打ち合わせず一方的に公判期日を指定していったことに弁護団が反発し、第56回公判が開かれる予定だった1977年（昭和52年）5月24日には永山の弁護団（鈴木淳二弁護士ら3人）全員が「蓑原の訴訟指揮により、被告人・永山の意思に沿った弁護活動が不可能になった」として東京地裁に辞任届を提出した。これを受け東京地裁刑事第5部は東京弁護士会に対し、永山の国選弁護人の推薦を依頼したが、同時期に発生したダッカ日航機ハイジャック事件を受け、「過激派の裁判を迅速にすべきで、弁護人の解任・辞任などによる公判遅延策には問題がある」として弁護人抜き裁判法案が浮上した。1978年（昭和53年）1月23日には法制審議会の部会が「弁護人抜き裁判」を法務省へ答申し、法務省審議官は当時弁護人不在だった永山について「（弁護人抜き裁判の）適用第1号になるだろう」と公言したが、同年3月16日には東京弁護士会の役員（国選運営委員会）3人が永山の国選弁護人（第四次弁護団）に就任し、審理が再開された。
1978年9月6日、1年4か月ぶりに開かれた第56回公判では弁護人が地裁に対し「本件は社会的に様々な問題を含んでいるため慎重な審理が必要。起訴事実にない静岡事件（窃盗・詐欺未遂）についても十分な事実解明を望む」と要望した。続く第59回公判（同年10月8日）では「静岡事件」について三菱銀行静岡支店の元行員（預金係長）が「『静岡事件』の犯人の顔には永山と同じケロイド状の傷跡があったし、逮捕された永山を見た時も『うちの支店で盗んだ通帳を使って預金を引き出そうとした男にそっくりだ』と思った」と証言した。
第60回（1978年11月21日）・第61回公判（同年12月19日）では鑑定人・石川が証人として出廷したが、第60回公判では国選弁護人のうち1人が東京弁護士会館前で永山の支援グループに包囲されて遅刻したことで開廷が遅れた。また第61回公判でも永山が突然被告人席から乗り出し、弁護人席にいた弁護人へ暴行を加えそうになったほか、蓑原に対し「お前がやっていることは権力犯罪の『静岡事件』を揉み消すことだ。わかっていたらこんな裁判はやめろ」などと怒号を上げ、拘置所係官により退廷させられた。

#### 結審・死刑判決
1979年（昭和54年）2月28日に開かれた第63回公判で改めて論告求刑が行われ、検察官は改めて被告人・永山に死刑を求刑した。同日、永山は「国選弁護人は全く俺を弁護していない」と叫び、再び退廷を命じられた。
そして同年5月4日に開かれた第66回公判で国選弁護人による最終弁論が行われ、公判は初公判から10年ぶりに結審した。第四次弁護団は同日、弁論で「犯行当時、被告人（永山）は精神病に近い精神状態で、心神喪失または心神耗弱状態だった」「永山の脳波には異常がある」とする旨を主張したが、永山は同日にも「今からこの法廷を人民法廷にする」と叫び、蓑原から退廷を命じられた。
永山の逮捕から約10年3か月後の1979年7月10日に判決公判が開かれ、東京地裁刑事第5部（蓑原茂廣裁判長 / 裁判官：豊吉彬・西修一郎）は検察官の求刑通り永山に死刑判決を言い渡した。弁護人は石川義博（東京都精神医学総合研究所職員）による精神鑑定の結果などを基に「永山は犯行時、心神喪失か心神耗弱状態だった」と主張していたが、東京地裁（1979）は永山の責任能力について「石川鑑定は永山の客観性のない供述を採用し、捜査官への客観性・合理性のある供述を採用しておらず、刑事裁判の鑑定結果として誤っており、脳波検査の方法も疑問だ。検察官側の『性格は偏っているが精神病ではない』とする鑑定結果などから、永山には（完全な）責任能力が認められる」と認定した。そして量刑理由で「永山には不幸な生い立ちや事件当時の年齢など同情すべき点もあるが、自分の目的を遂げるため善良な市民を至近距離から狙撃するなど、殺害方法は冷酷・無残だ。京都事件後には兄から自首を勧められてもそれを拒否してさらに犯行を重ねている上、自己の犯罪を『貧困・無知を生み出した社会・国家のせいだ』としており反省の態度が見らない。国民全員に強い衝撃・不安を与えた事件で、あらゆる有利な事情を考えても死刑以外にない」と結論付け、京都・函館・名古屋の各事件について死刑を選択した。
同日、永山は開廷30分後に「結論を早く言え」などと野次を飛ばし、支援グループの傍聴人2人とともに退廷させられた。永山の第四次弁護団は判決翌日（1979年7月11日）、「被告人の完全責任能力を認めたことは事実誤認」として東京高等裁判所へ控訴する手続きを取った。

### 第一次控訴審・東京高裁
控訴審では永山が事実関係を争わなかったため、情状面における審理が中心になった。
1979年10月30日には第三次弁護団で主任弁護人を担当していた鈴木淳二が永山の私選弁護人に就任し、鈴木は1980年（昭和55年）3月13日に「“連続射殺魔”永山則夫の反省－共立運動」と連名で「控訴審では犯罪の原因・動機・結果論を追求し、それを基本に精神鑑定・死刑制度の批判を通じて人類社会から犯罪をなくすため、永山裁判の位置・意義を主張・立証したい」とするビラを作成した。また同年7月31日、鈴木は新たに受任した弁護人・大谷恭子と連名で東京高裁第2刑事部（船田三雄裁判長）へ控訴趣意書を提出し、同年9月30日には私選の5人による第五次弁護団の3人（三島駿一郎・新美隆・早坂八郎）が同様に控訴趣意書を提出した。
控訴審の初公判は1980年（昭和55年）12月19日に東京高裁第2刑事部（船田三雄裁判長）で開かれ、弁護人は「本事件は被告人（永山）の貧しい生い立ち・社会状況に関係がある。なぜこのような犯罪を犯したのか、公判の中で社会的原因を突き止めたい」とする控訴趣意書を朗読した。翌1981年（昭和56年）3月20日に開かれた第2回公判では永山と獄中結婚した女性が情状証人として出廷し「（永山と）2人で罪を背負い、被害者遺族に許してもらえるよう償い続ける」と述べた。
第3回公判（同年4月7日）では弁護側の証人による情状証言が行われ、合同出版（『無知の涙』の版元）の元編集長が「『無知の涙』の印税を京都・名古屋両事件の遺族に受け取っていただいたほか、東京事件の遺族からは受け取りを辞退されたが、仏壇にお線香を上げさせていただいた」「永山は『無知の涙』を書き、その印税を遺族に支払うことで贖罪をしている」などと訴えた。また弁護人・新美隆も「東京事件の遺族を訪れ、被害者Aの墓所を教えられたので、永山の妻に『お墓参りに行こう』と墓の場所を知らせた」と、鈴木も「永山の妻とともに名古屋事件の遺族（被害者Dの実家）を訪れて謝罪したほか、2人でDに焼香した」と証言した。
第4回公判（1981年4月17日）では弁護人・大谷恭子が「永山の妻とともに函館事件・名古屋事件の被害者遺族を訪れてそれぞれの被害者の仏前に花を供え、名古屋事件の遺族には今後印税収入を振り込むこととなった。その後、また函館からの帰りに碇ヶ関村（青森県南津軽郡）を訪れ、病院で被告人の母親に面会したが、母は相当病状が重いようだ」と証言した。続いて被告人質問が行われ、永山は「著作活動の直接の原因は河上肇の『貧乏物語』だ。日本は階級社会で自分は抑圧・搾取される階級に属しており『日本全体が憎い』と感じていたが、同じ階級の仲間を殺したことを知って非常にショックを受けた。『仲間を殺さないためにはどうしたらいいか』という一点だけでずっと勉強してきた」と述べたほか、弁護人から「もし再び社会に出られたらどうするか」と質問され「まず妻とともに被害者の墓参りをしたいし、できれば遺族に会って謝罪したい。将来的には塾を開き、『一番の点を取った人が、一番ビリの人を援助する』方向で経営したい」と述べた。また、検察官から「裁判になっている事実関係について、自分自身の責任の有無・重み・程度についてはどう考えているか」と質問され、「逮捕直後に『函館事件の被害者Cには小さい遺児2人がいる』と刑事から聞かされショックを受けた。同時に河上の本を読み、自分のしたことが『仲間殺し』と分かった。それに対する後悔から『貧乏をなくし、人間が全部助かる社会主義・共産主義を実現したい』と思っている」と回答した。
控訴審の公判は同年5月22日に5回目の公判で結審し、検察官・弁護人の弁論が行われた。

#### 無期懲役判決
1981年8月21日に控訴審判決公判が開かれ、東京高裁第2刑事部（船田三雄裁判長 / 裁判官：櫛淵理・門馬良夫）は第一審・死刑判決を破棄して自判し、被告人・永山を無期懲役に処する判決を言い渡した。東京高裁 (1981) は判決理由で「犯行の凶悪さや被害者の無念などを鑑みれば、原審（東京地裁）が死刑を選択したことも首肯できるが、死刑の運用には慎重な考慮が必要で、仮にある事件について死刑を選択する場合があれば、その事件についてはどの裁判所が審理しても死刑を選択せねばならないほどの情状がある場合でなければならない。立法論として『死刑宣告には裁判官全員一致の意見によるべきものとすべき』という意見があるが、その精神は現行法の運用にあたっても考慮に値する」と指摘した上で、以下のような情状を列挙した。
- 「本事件は被告人（永山）が少年の時に犯したものである。永山は当時19歳であるため、法律上は死刑を科すことは可能だが、（18歳未満の）少年に対し死刑を科さない少年法（第51条）の精神は年長少年（18歳・19歳）に対し死刑を適用すべきか否かの判断にも生かされなければならない。永山は出生以来（特に、人格形成に最も重要な幼少時 - 少年時にかけて）極めて劣悪な生育環境にあり、精神的な成熟度に関しては実質的に18歳未満の少年とほとんど変わらないだろう。そのような生育史を持つ永山が犯した犯罪の責任を負うことは当然だが、すべての責任を永山だけに負わせ、その生命で償わせることはあまりにも酷だ。国家社会には劣悪な環境にあった永山に対し、早い機会に救助の手を差し伸べる義務があって、国家の福祉政策の貧困も事件の一端である点を考えれば、社会福祉の貧困も永山本人とともに事件の責任を分ち合わなければならない」[221]
- 「永山は文通で知り合った女性と獄中結婚し、当審で証言した永山の妻も『たとえ許されなくとも被害者遺族の気持ちを慰謝し、永山とともに生涯にわたり贖罪し続けたい』と誓約している。このように誠実な愛情をもって接する人を（おそらくは人生で初めて）身近に得たことにより、永山は当審における被告人質問の際に素直に応答したり、被害者遺族に対し出版された印税を贈ることで慰謝の気持ちを示すなど、心境の変化が著しく表れている。永山による一連の犯行で家族を失った被害者遺族の感情は到底それらによって償えるものではないが、妻による贖罪の行動により、東京事件（被害者・男性A）の遺族[注 76]を除く3事件の被害者遺族の心情は（第一審当時と比べ）多少なりとも慰謝されているように認められる[注 77]」[221]

その上で「原判決（第一審判決）当時に存在した永山にとって有利ないし同情すべき事情に加え、以上のような当審で明らかになった永山にとって有利な事情を考慮すれば、現在の永山に対してもなお死刑を適用することは酷に過ぎるため、被害者たちの冥福を祈らせつつ、生涯を贖罪に捧げさせることが相当だ」と結論付けた。
この判決後、それまで毎年3，4件はあった死刑確定の件数は1982年（昭和57年）にゼロ件となり、17件20被告人の死刑事件が判断待ちになったほか、下級審でも一時死刑判決が激減した。

### 第一次上告審

#### 東京高検が死刑を求め上告
船田判決については検察内部で「過去の死刑事件と比較して著しい量刑不当」とする意見が圧倒的だったが、刑事訴訟法では上告理由が「控訴審判決に憲法違反・判例違反があった場合のみ」と限定されており、量刑不当を理由とする上告は刑事訴訟法405条により認められていないため、当時は検察側が「無期懲役判決を破棄して死刑相当の判決を求める」と上告した前例はなかった。そのため、東京高等検察庁はそれまでの最高裁判例をすべて検討し、控訴審判決への反論材料を探した上で、上告期限（1981年9月4日）を控えた同年9月3日に最高検察庁と協議し、以下の理由から最高裁判所へ上告することを決めた。
- 「最高裁は死刑合憲判決（1948年）で『死刑の威嚇力によって一般予防をなし、死刑の執行によって特殊な社会悪の根源を断つことで社会を防衛する』として死刑合憲論を展開しており、本事件のような著しい社会悪事件については死刑をもって臨むべきだ。本判決が『死刑を選択する場合は、どの裁判所が判断しても死刑を選択せざるを得ない場合に限られる』と示したことは事実上の死刑廃止論であり、最高裁の死刑合憲判例に違反する。小松川事件（当時18歳の少年が女性2人を殺害し死刑に処された事件）などの事例[注 78]を考えれば、年齢・生育環境の劣悪さなどは犯行の内容から見て死刑を回避する理由としては不適当だ」[239]
- 「控訴審判決は（永山の精神的未熟度や福祉政策の貧困、被害者遺族への慰謝など）永山にとって有利な事情を不当に重く評価している。本判決の量刑は他の同種事件と比べて軽すぎ、甚だしく均衡を害する」[241]

東京高検（江幡修三検事長）は9月4日、判例違反・量刑不当を理由に最高裁への上告手続きを取り、同年12月12日に「原判決（船田判決）は死刑制度の存在に目を覆い、その宣告を回避したもので、死刑制度を支持する国民大多数の正義感と相容れない。実際に原判決が報道されて以降、世間は異常なまでの関心を示し、庶民の否定的・批判的意見が新聞紙上などに多数寄せられている。健全な国民感情にとって、過度に寛大な刑罰は、過度に苛酷な刑罰と同じく不公正・不正義と映る」とする上告趣意書を提出した。一方、異例の上告に対し弁護団は「控訴審判決（船田判決）は第一審の裁判記録・控訴審における証拠調べの結果などをつぶさに検討し、遺族の処罰感情も考慮した上で慎重な審理・熟考の結果として下された判決で、その内容には普遍的な妥当性・真実が存在する。検察官の上告は控訴審の審理経過・内容を無視し、一時的な感情によって1人の人間の生死を左右しようとするもので、裁判制度の存在意義を逸脱させるものだ」と批判する声明を出した。
上告時点で最高裁には計6件（被告人7名）の死刑事件が係属し、本事件の上告審弁論が開かれた1983年（昭和58年）4月25日時点では死刑事件の係属件数が計17件（被告人20名）に増加していたが、最高裁の3つの小法廷は本事件以外の死刑事件の審理をすべて凍結し、本事件の上告審判決を待った。

#### 最高裁における審理
最高裁判所は検察の上告理由のうち、判例違反については「前提を欠き、実質は量刑不当の主張であるため刑事訴訟法405条に定められた適法な上告理由ではない」と判断したが、東京高検の上告後に本事件の調査を担当した最高裁判所調査官・稲田輝明は上告（1981年9月） - 調査官報告書の完成（1982年）まで半年以上を要した。稲田は過去の重大事件における死刑と無期懲役の量刑の境界について調査するため、大学教授や裁判官・法務省刑事局・検察官がそれぞれ調査・作成した死刑の適用可否に関する資料を取り寄せ、「強盗殺人罪で死刑が適用される場合は『殺害された被害者の数』が重要な因子になっている。全体的には『1人の場合は無期懲役以下、複数であれば死刑が適用される』傾向にある」と結論付けた。またこれに加え、過去の重大な少年事件における死刑や無期懲役の適用事例について検討し、「19歳以上の年長少年が犯した強盗殺人事件で複数の被害者が存在する場合、死刑確定が11人、無期懲役が4人。被害者の数が3人の場合はすべて死刑が適用されている」という結果を導き出した。そして、稲田は裁判資料に加えてそれまでに出版された永山の著書（『無知の涙』など）の関連資料を精査して「永山の悲惨な生い立ち・貧しい生育環境は間違いないが、船田判決が示した『精神的な成熟度は実質的に18歳未満の少年と同等』とする事実を裏付ける明らかな証拠を見出すことはできなかった。本事件を担当した最高裁第二小法廷は第一・第三小法廷に対し意見を求め、最高裁判所裁判官の中でも刑事裁判に精通した裁判官たちが非公式に協議を重ねていたため、佐木（1994）は7月8日の本事件判決を「事実上の大法廷判決」と述べている。
最高裁第二小法廷（大橋進裁判長）は1983年（昭和58年）3月17日に「同年4月25日に口頭弁論公判を開廷する」と関係者へ通知した。最高裁では控訴審判決を破棄する場合、必ず口頭弁論を開いた上で判決を言い渡すため、本事件についても控訴審の無期懲役判決が見直される可能性が浮上した。
同年4月25日に口頭弁論が開かれ、検察官は「控訴審判決が『死刑を適用できる事件はどの裁判所も死刑と考える場合で、かつ裁判官全員が一致する場合だけだ』とする基準を挙げたが、これは実質的に死刑宣告を不可能にするもので判例違反だ。本事件に同情の余地はなく、死刑は免れない」と主張した一方、弁護人は「永山は犯行時19歳の少年で、精神的には未成熟だ。少年法の精神からすれば20歳未満の少年に死刑を適用すべきではない。控訴審判決は『死刑制度を運用する上では、公平が保証されるよう最大限に慎重な配慮が必要』と述べているにすぎず、死刑を否定したものではない。永山は深く反省・悔悟を続けており、控訴審判決は正当だ」と反論した。

#### 破棄差し戻し判決
1983年7月8日に上告審判決公判が開かれ、最高裁第二小法廷（大橋進裁判長）は控訴審の無期懲役判決を破棄し、審理を東京高裁へ差し戻す判決を言い渡した。最高裁が量刑不当を理由に被告人にとって不利益な方向で控訴審判決を破棄し、高裁への差し戻し（控訴審のやり直し）を命じた事例は戦後の刑事裁判史上初めてだった。同小法廷は「永山は犯行時少年で、かつ極めて不遇な家庭環境で生育したことから精神の健全な成長を阻害されたなど同情すべき点が多々あり、第一審判決後に結婚して伴侶を得たこと、遺族の一部などに被害弁償したことなど、永山にとって有利な情状も多数ある。しかし同様の環境的負因を負う兄弟は永山のような軌跡をたどることなく立派に成人しており、犯行時少年とはいえ年長少年で、犯行動機・態様から窺われる犯罪性の根深さに照らしても、永山を18歳未満の少年と同視することは困難だ。そのため『永山の犯行は一過性のもので、精神的成熟度は18歳未満の少年と同視しうる』など、証拠上明らかではない事実を前提として国家・社会の福祉政策を関連付けることは妥当ではない。控訴審の無期懲役判決は事実の個別的な認定・総合的な判断を誤り、甚だしく量刑を誤ったもので、破棄しなければ著しく正義に反する」と判断したが、自判で死刑を宣告することはなく、「本件事案の重大性・特殊性にかんがみ、さらに慎重を尽くさせる」として審理を東京高裁へ差し戻した。佐木（1994）は「同小法廷が自判で死刑を宣告せず、審理を東京高裁に差し戻した理由は『改めて東京高裁に審理させることで、事実関係・情状面で新たな発見があるかもしれない』と判断したものとされる」と述べている。
また同小法廷は判決理由で死刑適用基準について初めて詳細に明示したが、この際の基準は後に「永山基準」と呼ばれ、後の刑事裁判でも死刑選択基準として採用されている。

### 第二次控訴審
差し戻し後の控訴審における争点は量刑判断に絞られ、1984年（昭和59年）12月19日に東京高裁第3刑事部（鬼塚賢太郎裁判長）で初公判が開かれた。私選の第七次弁護団は6人（主任：鈴木淳二）で、弁護側は同日に「上告審判決は『差し戻し前の控訴審判決と同じ理由で無期懲役にしてはならない』とするものにすぎない。また量刑判断の前提となる事実を誤認しており、証拠調べも不十分だ。死刑適用基準についても固定化することは危険」と上告審の破棄差し戻し判決を批判する主張をした上で、様々な情状を主張して慎重な審理を求める意見を述べた。また弁護団は第3回公判（1985年〈昭和60年〉4月10日）で大量の証人申請を行い、その中には永山が「権力犯罪の中枢にいた」と主張していた後藤田正晴（事件当時：警察庁次長）・秦野章（警視総監）・土田国保（108号事件特捜本部長）も含まれていたが、情状関係についての証人以外は採用を認められなかった。

#### 永山と弁護団の対立
1985年12月23日、主任弁護人・鈴木は東京高裁刑事第3部（石田穣一裁判長）に「精神鑑定申請書」を提出した。当時、第七次弁護団は差戻控訴審で再び無期懲役判決を得るために活動していたが、裁判長が柳瀬から石田に交代したことで今後の弁護方針について苦慮しており、「第一審で実施された2鑑定（新井鑑定・石川鑑定）は結論を異にしており、近年になって著しく変遷した精神医学の学問的水準から改めて検討を実施すべきだ」との趣旨から再度の精神鑑定を求めた。第七次弁護団は1986年（昭和61年）1月31日に「精神鑑定申請補充書 1」を、同年3月31日には（当時、他の弁護人5人が解任されていたため唯一の弁護人だった）大谷恭子が「精神鑑定申請補充書 2」をそれぞれ提出した。
一方で精神鑑定申請は弁護団にとって「最後の手段」であったが、これに激怒した永山は当時、河出書房新社の『文藝』編集部から「『木橋』（1984年7月に刊行された小説集）に連なるものが欲しい」と依頼されて取り組んでいた小説の執筆を中断し、1986年1月23日には主任弁護人・鈴木について「鈴木が申請したものは精神医学による鑑定のみで、自身の科学思想を殺し、権力犯罪を揉み消すものだから受諾できない」との理由から解任届を提出した。また、同年2月26日には弁護人4人（舟木友比古・古川労・渡辺務・新美隆）についても「事実を歪曲した上で人格中傷攻撃を行っている」として、同年3月31日には大谷についても「自身への人格攻撃をしている」として、それぞれ解任届を提出した。結局、東京高裁は弁護人不在の事態を解消するため、同年4月4日に鈴木・大谷を「本事件と被告人・永山に精通している」との理由から職権で国選弁護人に選任した。これを受け、鈴木は永山に面会して精神鑑定を受けるよう説得したが、受け入れられなかったことから「これ以上は被告人を弁護できない」として、第13回公判（同年4月25日）には鈴木・大谷の2弁護人とも出廷しなかった。そして同年5月8日、鈴木・大谷両弁護士は石田裁判長に「国選弁護人選任命令は自分たちの承諾を得ずに出されたもので無効である」として命令の撤回を申し入れ、同年5月20日には第二東京弁護士会会長も東京高裁長官に対し「当会では『裁判所が直接国選弁護人を受任してはならない』と定めており、当会も鈴木・大谷を推薦していない。選任命令を撤回し、私選弁護人の選任がなければ『特別案件』として弁護士会に推薦依頼をなすべきだ」と申し入れた。これを受け、同年7月15日に高裁は鈴木・大谷両弁護人を解任し、新たな国選弁護人として遠藤誠（第二東京弁護士会所属）が選任された。
第14回公判（1986年9月24日）では遠藤弁護人が元弁護人の鈴木・大谷両弁護士からこれまでの弁護活動について尋問したほか、永山が自ら作成した「業績鑑定請求書」を東京高裁に提出した。第15回公判（1986年10月15日）で永山と離婚した元妻が情状証人として出廷し、「自分も永山を理解しようとしたが、やがて自分を『CIAのスパイ』呼ばわりするようになり、理解できなくなった。『静岡事件』と『三億円事件』を結びつけるのは完全な誤解だ。弁護人・支援者らが次々と永山の許を去ったのは、彼の精神状態が不健康だからだ。精神鑑定を受けなければ、永山は公正な裁判を受けられない」と陳述した。第16回公判（同年11月12日） - 第18回公判（同年12月12日）には被告人・永山への被告人質問が行われ、遠藤は「永山に言いたいことを言わせ、裁判官に判断してもらおう」とし、永山が事件を起こすまでの経緯や起訴後に弁護人・支援者たちから翻弄され続けたことなどを話させた。第18回公判にて永山は最後の被告人質問に当たり、以下のように陳述した。
第七次弁護団が請求していた精神鑑定・永山が請求していた業績鑑定はいずれも同公判で却下され、事実審理は終了した。そして次回、1987年（昭和62年）1月19日に最終弁論が行われて結審し、弁護人・遠藤は「永山は事件当時、精神的に未成熟だったが、現在は深く反省している。応報主義により死刑に処して永山を抹殺するのではなく、自らの罪を自覚させることにより更生させ、世に有益な人材に生まれ変わらせる教育刑主義を唱える少年法の精神を尊重すべきだ」と死刑回避を求めた一方、検察官（山田一夫・吉村徳則両検事）は「永山の職歴や事件の経緯・動機・手段などを見れば事件当時、永山は年齢相当に十分成熟していた。証拠上明らかでない事実を前提に『本件には少年法51条の精神を及ぼすべきだ』とした差戻前控訴審判決の判断は、最高裁判決が指摘する通り首肯し難いもので、永山は現時点でも『最高裁判決はファシズムの裁判で、自分を死刑にすることは全人類への犯罪だ』と主張しているほか、『あくまで自己の犯罪の原因は資本主義の国家社会にある』とする思考は第一審以来現在まで全く変わっていない。反省悔悟の情は深まっておらず、量刑上有利に斟酌されるべき新たな事情は見当たらないため、弁護人および被告人（永山）による控訴は棄却されるべきだ」と訴えた。

#### 死刑判決
1987年3月18日に差戻控訴審の判決公判が開かれ、東京高裁第3刑事部（石田穣一裁判長 / 陪席裁判官：田尾勇・中野保昭）は差し戻し前の第一審（東京地裁）・死刑判決を支持して被告人・永山側の控訴を棄却する判決を言い渡した。東京高裁 (1987) は7件の起訴事実すべてを認めた上で、上告審判決（1983年）で示された死刑適用基準に沿う形で「永山の不幸な生い立ちや精神的未熟度・少年犯罪だった点など、永山にとって有利な情状を最大限に考慮しても、わずか1か月足らずの間に全国各地で無辜の市民4人を次々と射殺した冷酷・非情で残虐な犯行である点を考慮するとまれにみる重大事件だ。その犯行の重大性にかんがみると、現行刑罰制度の下で死刑を言い渡した一審判決の量刑は不当に重すぎるとは言えない」と指摘した。
永山は判決宣告後に「それじゃ、戦争になりますよ」と叫び、刑務官たちにより退廷させられる際も「爆弾闘争による死刑廃止を！」と叫んだ。その後、同日中に判決を不服として上告し、同年10月22日には最高裁第三小法廷に「上告趣意書」を提出した。

### 死刑確定
1990年（平成2年）2月6日に最高裁第三小法廷（安岡満彦裁判長）で差し戻し上告審口頭弁論公判が開かれ、弁護人・遠藤誠は以下の理由から死刑判決破棄・無期懲役への減軽を求めた一方、検察官は上告棄却を求めた。
- （憲法違反の主張）「死刑は残虐な刑罰を禁じた日本国憲法第36条に違反する。死刑制度合憲判決（1948年）から長期間が経過し、その間に死刑廃止が世界的傾向になっているため判例変更が必要だ」[291]
- （事実誤認の主張）「差し戻し控訴審判決は被告人の心神喪失、あるいは心神耗弱を認定しなかった点で事実誤認がある。また4件の殺人事件では被告人に殺意や強盗殺人の意思はなく、傷害致死罪あるいは殺人罪・窃盗罪を認定すべきだ」[291]
- （量刑事情に関する主張）「少年法（第51条）は『18歳未満の少年を死刑にしてはならない』と規定している。被告人が4件の殺人を犯した当時の精神年齢は18歳未満の少年と同一で、死刑を適用すべきではない。事件の背景には被告人の不幸な生い立ち・生活環境があり、、被告人は著書の印税で一部被害弁償をしたり、獄中で勉学に励み多数の著作を発表するなど反省している」[291]

1990年4月17日の差し戻し上告審判決公判で、最高裁第三小法廷（安岡満彦裁判長）は第一審・死刑判決を支持した差し戻し控訴審判決（1987年）を支持し、永山の上告を棄却する判決を言い渡した。弁護人・遠藤誠は同年4月23日に「判決訂正の申立書」を最高裁第三小法廷宛てに郵送した。その内容は判決主文の「本件上告を棄却する」を「原判決を破棄する。被告人を無期懲役に処する」に訂正するよう求める内容だったが、同年5月8日付で最高裁第三小法廷（坂上壽夫裁判長）は「判決の内容に誤りのあることを発見しない」として申し立てを棄却する決定を出した。そして同決定が翌日（1990年5月9日）に被告人・永山へ通達されたため、永山則夫の死刑判決が確定した。

## 死刑執行
永山の死刑確定後、法務省刑事局が永山の死刑執行起案書を作成し、矯正局などがこれをチェックした。最終的に、1997年（平成9年）7月28日には法務大臣・松浦功が東京高検検事長に対し永山の死刑執行を命令した。これにより、死刑囚・永山則夫は死刑確定から7年3か月後の1997年8月1日に収監先・東京拘置所にて死刑を執行され、同日10時39分に死亡した（48歳没）。永山の遺骨は引き渡し先がなく、国選弁護人の遠藤誠が引き取り、遺骨は本人の遺志でオホーツク海（永山の故郷・北海道網走沖）に散骨された。
死刑囚の多くは死刑執行までの時間稼ぎ目的で再審請求を行うケースが多いが、永山は死刑執行まで1度も再審請求しなかった。

## 事件をもとにした作品
- 映画『略称・連続射殺魔』（1969年） - 製作：足立正生、松田政男、佐々木守ほか。永山と関わりのある場所の風景映像だけを繋ぎ合わせて永山の出生から逮捕までを追ったドキュメンタリー。足立らは、永山が逮捕前に働いていたジャズ喫茶の客で、永山を見知っていた[305]。
- 漫画『アンラッキーヤングメン』（大塚英志原作、藤原カムイ作画）では、特定している訳ではないが、Nというキャラクターとして登場する。
- 1969年にピンク映画『広域重要指定犯108号 嬲りもの』（監督：木俣堯喬）が公開された。永山逮捕前に製作されたため[306]、ストーリーはオリジナルである。
- 1970年には『裸の十九才』（監督：新藤兼人）が公開、原田大二郎が永山（映画では山田道夫）を演じた。
- 三上寛『ピストル魔の少年』
- 日本放送協会（NHK）の番組『プロジェクトX〜挑戦者たち〜』（2002年10月8日放送：「勝負の警備システム 作動せよ」）では永山が逮捕される際の様子の再現シーンが放送されているが、番組内では直接犯人の名には触れられていない。